# سیاه سیر
سیاهِ سیر، در چاپ مخلوطی از جوهر سیاه جامد بر روی یک یا چند رنگ دیگر مدل رنگ سی‌ام‌وای‌کی است، که به تنهایی سبب رنگ تیره‌تر از جوهر سیاه در فرایند چاپ می‌شود.